# WHA 1977/1978
Sezóna 1977/1978 byl 6. ročníkem World Hockey Association.
‎Po dvou náročných sezónách to v letní přestávce vzdaly další tři týmy. Šest ze zbývajících osmi týmů otevřeně vyjednávalo s ‎‎National Hockey League‎‎ o sloučení lig, ale dohoda selhala. Všechny týmy hrály celou sezónu, i když ‎‎Indianapolis Racers‎‎ a ‎‎Houston Aeros‎‎ jen o vlásek unikly hrozícímu bankrotu. ‎
‎V prosinci a lednu národní týmy ze ‎‎Sovětského svazu‎‎ a ‎‎Československa‎‎ cestovaly po Severní Americe a hrály každý jeden zápas s každým týmem WHA. ‎
‎Ve finále ‎‎Avco World Trophy‎‎ to byli Winnipeg Jets, kteří nedali ‎‎New England Whalers žádnou šanci. Výhrou 4:0 jasně rozhodli o sérii poté, co již ovládli základní část. ‎
‎2 860 211 diváků sledovalo 328 zápasů šesté sezóny. V průměru to bylo 8 267 na zápas, což znamenalo nárůst o více než 500 na zápas v předsezónní přípravě. V NHL průměrná návštěvnost v té době klesla na necelých 11 842.‎

## Základní část

### Systém soutěže
‎Týmy hrály proti některým soupeřům jedenáctkrát, proti ostatním dvanáctkrát. Sovětský výběr (14. prosince až 3. ledna) a Československý výběr (9.-20. prosince) cestovaly po Severní Americe a hrály po jednom zápase s každým týmem WHA. Tyto zápasy byly součástí základní části.‎

### Tabulka
| Poř. | Tým                    | Z  | V  | R  | P | VG  | OG  | B   |
| ---- | ---------------------- | -- | -- | -- | - | --- | --- | --- |
| 1.   | Winnipeg Jets          | 80 | 50 | 28 | 2 | 381 | 270 | 102 |
| 2.   | New England Whalers    | 80 | 44 | 31 | 5 | 335 | 269 | 93  |
| 3.   | Houston Aeros          | 80 | 42 | 34 | 4 | 296 | 302 | 88  |
| 4.   | Québec Nordiques       | 80 | 40 | 37 | 3 | 349 | 347 | 83  |
| 5.   | Edmonton Oilers        | 80 | 38 | 39 | 3 | 309 | 307 | 79  |
| 6.   | Birmingham Bulls       | 80 | 36 | 41 | 3 | 287 | 314 | 75  |
| 7.   | Cincinnati Stingers    | 80 | 35 | 42 | 3 | 298 | 332 | 73  |
| 8.   | Indianapolis Racers    | 80 | 24 | 51 | 5 | 267 | 353 | 53  |
| 9.   | Výběr Sovětského svazu | 8  | 3  | 4  | 5 | 27  | 36  | 7   |
| 10.  | Výběr Československa   | 8  | 1  | 6  | 1 | 21  | 40  | 3   |

### Hráčské statistiky

#### Kanadské bodování
Toto je konečné pořadí hráčů podle dosažených bodů. Za jeden vstřelený gól nebo přihrávku na gól hráč získal jeden bod.
| Poř. | Hráč           | Tým                 | Z  | G  | A  | B   | TM | +/- |
| ---- | -------------- | ------------------- | -- | -- | -- | --- | -- | --- |
| 1.   | Marc Tardif    | Quebec Nordiques    | 78 | 65 | 89 | 154 | 50 | --  |
| 2.   | Réal Cloutier  | Quebec Nordiques    | 73 | 56 | 73 | 129 | 19 | --  |
| 3.   | Ulf Nilsson    | Winnipeg Jets       | 73 | 37 | 89 | 126 | 89 | --  |
| 4.   | Anders Hedberg | Winnipeg Jets       | 77 | 63 | 59 | 122 | 60 | --  |
| 5.   | Bobby Hull     | Winnipeg Jets       | 77 | 46 | 71 | 117 | 23 | --  |
| 6.   | André Lacroix  | Houston Aeros       | 78 | 36 | 77 | 113 | 57 | --  |
| 7.   | Robbie Ftorek  | Cincinnati Stingers | 80 | 59 | 50 | 109 | 54 | --  |
| 8.   | Kent Nilsson   | Winnipeg Jets       | 80 | 42 | 65 | 107 | 8  | --  |
| 9.   | Gordie Howe    | New England Whalers | 76 | 34 | 62 | 96  | 85 | --  |
| 10.  | Mark Howe      | New England Whalers | 70 | 30 | 61 | 91  | 32 | --  |

#### Hodnocení brankářů
Toto je konečné pořadí nejlepších pět brankářů.
| Poř. | Hráč                 | Tým                  | Z  | MIN  | V  | P  | R | OG  | ČK | POG  | Úsp% |
| ---- | -------------------- | -------------------- | -- | ---- | -- | -- | - | --- | -- | ---- | ---- |
| 1.   | Al Smith             | New England Whalers  | 55 | 3246 | 30 | 20 | 3 | 174 | 2  | 3.22 | 88.5 |
| 2.   | Joe Daley            | Winnipeg Jets        | 37 | 2075 | 21 | 11 | 1 | 114 | 1  | 3.30 | 88.3 |
| 3.   | Gary Bromley         | Winnipeg Jets        | 39 | 2252 | 25 | 12 | 1 | 124 | 1  | 3.30 | 88.6 |
| 4.   | Jean-Louis Levasseur | New England Whalers  | 27 | 1655 | 14 | 11 | 2 | 91  | 3  | 3.30 | 88.6 |
| 5.   | Ernie Wakely         | Cincinnati – Houston | 57 | 3381 | 28 | 23 | 4 | 192 | 2  | 3.41 | 89.1 |

## Play off

### Pavouk
|  | Čtvrtfinále         | Čtvrtfinále         |                     |   | Semifinále | Semifinále |  |  | Finále | Finále |
|  |                     |                     |                     |   |            |            |  |  |        |        |
|  |                     |                     |                     |   |            |            |  |  |        |        |
|  | Winnipeg Jets       | 4                   |                     |   |            |            |  |  |        |        |
|  | Winnipeg Jets       | 4                   |                     |   |            |            |  |  |        |        |
|  | Birmingham Bulls    | 1                   |                     |   |            |            |  |  |        |        |
|  | Birmingham Bulls    | 1                   | Winnipeg Jets       |   |            |            |  |  |        |        |
|  |                     |                     |                     |   |            |            |  |  |        |        |
|  |                     | Přímý postup        |                     |   |            |            |  |  |        |        |
|  |                     |                     |                     |   |            |            |  |  |        |        |
|  |                     |                     |                     |   |            |            |  |  |        |        |
|  |                     |                     |                     |   |            |            |  |  |        |        |
|  | Winnipeg Jets       | 4                   |                     |   |            |            |  |  |        |        |
|  | Winnipeg Jets       | 4                   |                     |   |            |            |  |  |        |        |
|  |                     | New England Whalers | 0                   |   |            |            |  |  |        |        |
|  | New England Whalers | New England Whalers | 0                   | 4 |            |            |  |  |        |        |
|  | New England Whalers |                     |                     | 4 |            |            |  |  |        |        |
|  | Edmonton Oilers     | 1                   |                     |   |            |            |  |  |        |        |
|  | Edmonton Oilers     | 1                   | New England Whalers | 4 |            |            |  |  |        |        |
|  |                     |                     | New England Whalers | 4 |            |            |  |  |        |        |
|  |                     | Québec Nordiques    | 1                   |   |            |            |  |  |        |        |
|  | Houston Aeros       | Québec Nordiques    | 1                   | 2 |            |            |  |  |        |        |
|  | Houston Aeros       |                     |                     | 2 |            |            |  |  |        |        |
|  | Québec Nordiques    | 4                   |                     |   |            |            |  |  |        |        |
|  | Québec Nordiques    | 4                   |                     |   |            |            |  |  |        |        |

### Čtvrtfinále
| Winnipeg Jets vs. Birmingham Bulls | Winnipeg Jets vs. Birmingham Bulls | Winnipeg Jets vs. Birmingham Bulls | Winnipeg Jets vs. Birmingham Bulls | Winnipeg Jets vs. Birmingham Bulls | Winnipeg Jets vs. Birmingham Bulls | Winnipeg Jets vs. Birmingham Bulls |
| Datum                              | Domácí                             | Domácí                             | Hosté                              | Hosté                              | Prod.                              |                                    |
| ---------------------------------- | ---------------------------------- | ---------------------------------- | ---------------------------------- | ---------------------------------- | ---------------------------------- | ---------------------------------- |
| 14. dubna                          | Birmingham                         | 3                                  | 9                                  | Winnipeg                           |                                    |                                    |
| 16. dubna                          | Birmingham                         | 3                                  | 8                                  | Winnipeg                           |                                    |                                    |
| 19. dubna                          | Winnipeg                           | 2                                  | 3                                  | Birmingham                         |                                    |                                    |
| 21. dubna                          | Winnipeg                           | 5                                  | 1                                  | Birmingham                         |                                    |                                    |
| 23. dubna                          | Birmingham                         | 2                                  | 5                                  | Winnipeg                           |                                    |                                    |
| Winnipeg Jets vyhrál 4:1 na série. |                                    |                                    |                                    |                                    |                                    |                                    |

| New England Whalers vs. Edmonton Oilers  | New England Whalers vs. Edmonton Oilers | New England Whalers vs. Edmonton Oilers | New England Whalers vs. Edmonton Oilers | New England Whalers vs. Edmonton Oilers | New England Whalers vs. Edmonton Oilers | New England Whalers vs. Edmonton Oilers |
| Datum                                    | Domácí                                  | Domácí                                  | Hosté                                   | Hosté                                   | Prod.                                   |                                         |
| ---------------------------------------- | --------------------------------------- | --------------------------------------- | --------------------------------------- | --------------------------------------- | --------------------------------------- | --------------------------------------- |
| 14. dubna                                | Edmonton                                | 4                                       | 6                                       | New England                             |                                         |                                         |
| 16. dubna                                | Edmonton                                | 1                                       | 4                                       | New England                             |                                         |                                         |
| 19. dubna                                | New England                             | 0                                       | 2                                       | Edmonton                                |                                         |                                         |
| 21. dubna                                | New England                             | 9                                       | 1                                       | Edmonton                                |                                         |                                         |
| 23. dubna                                | Edmonton                                | 1                                       | 4                                       | New England                             |                                         |                                         |
| New England Whalers vyhrál 4:1 na série. |                                         |                                         |                                         |                                         |                                         |                                         |

| Houston Aeros vs. Québec Nordiques    | Houston Aeros vs. Québec Nordiques | Houston Aeros vs. Québec Nordiques | Houston Aeros vs. Québec Nordiques | Houston Aeros vs. Québec Nordiques | Houston Aeros vs. Québec Nordiques | Houston Aeros vs. Québec Nordiques |
| Datum                                 | Domácí                             | Domácí                             | Hosté                              | Hosté                              | Prod.                              |                                    |
| ------------------------------------- | ---------------------------------- | ---------------------------------- | ---------------------------------- | ---------------------------------- | ---------------------------------- | ---------------------------------- |
| 16. dubna                             | Québec                             | 3                                  | 4                                  | Houston                            | 1. Prod.                           |                                    |
| 18. dubna                             | Québec                             | 5                                  | 4                                  | Houston                            | 1. Prod.                           |                                    |
| 20. dubna                             | Houston                            | 1                                  | 5                                  | Québec                             |                                    |                                    |
| 21. dubna                             | Houston                            | 0                                  | 3                                  | Québec                             |                                    |                                    |
| 23. dubna                             | Québec                             | 2                                  | 5                                  | Houston                            |                                    |                                    |
| 25. dubna                             | Houston                            | 2                                  | 11                                 | Québec                             |                                    |                                    |
| Québec Nordiques vyhrál 4:2 na série. |                                    |                                    |                                    |                                    |                                    |                                    |

### Semifinále
| New England Whalers vs. Québec Nordiques | New England Whalers vs. Québec Nordiques | New England Whalers vs. Québec Nordiques | New England Whalers vs. Québec Nordiques | New England Whalers vs. Québec Nordiques | New England Whalers vs. Québec Nordiques | New England Whalers vs. Québec Nordiques |
| Datum                                    | Domácí                                   | Domácí                                   | Hosté                                    | Hosté                                    | Prod.                                    |                                          |
| ---------------------------------------- | ---------------------------------------- | ---------------------------------------- | ---------------------------------------- | ---------------------------------------- | ---------------------------------------- | ---------------------------------------- |
| 28. dubna                                | Québec                                   | 1                                        | 5                                        | New England                              |                                          |                                          |
| 30. dubna                                | Québec                                   | 3                                        | 2                                        | New England                              |                                          |                                          |
| 3. května                                | New England                              | 5                                        | 4                                        | Québec                                   |                                          |                                          |
| 5. května                                | New England                              | 7                                        | 3                                        | Québec                                   |                                          |                                          |
| 7. května                                | Québec                                   | 3                                        | 6                                        | New England                              |                                          |                                          |
| New England Whalers vyhrál 4:1 na série. |                                          |                                          |                                          |                                          |                                          |                                          |

### Finále
| Winnipeg Jets vs. New England Whalers                          | Winnipeg Jets vs. New England Whalers | Winnipeg Jets vs. New England Whalers | Winnipeg Jets vs. New England Whalers | Winnipeg Jets vs. New England Whalers | Winnipeg Jets vs. New England Whalers | Winnipeg Jets vs. New England Whalers |
| Datum                                                          | Domácí                                | Domácí                                | Hosté                                 | Hosté                                 | Prod.                                 |                                       |
| -------------------------------------------------------------- | ------------------------------------- | ------------------------------------- | ------------------------------------- | ------------------------------------- | ------------------------------------- | ------------------------------------- |
| 12. května                                                     | Winnipeg                              | 4                                     | 1                                     | New England                           |                                       |                                       |
| 14. května                                                     | Winnipeg                              | 5                                     | 2                                     | New England                           |                                       |                                       |
| 19. května                                                     | New England                           | 2                                     | 10                                    | Winnipeg                              |                                       |                                       |
| 22. května                                                     | New England                           | 3                                     | 5                                     | Winnipeg                              |                                       |                                       |
| Winnipeg Jets vyhrál 4:0 na série a vyhráli Avco World Trophy. |                                       |                                       |                                       |                                       |                                       |                                       |

### Hráčské statistiky play-off

#### Kanadské bodování
Toto je konečné pořadí hráčů podle dosažených bodů. Za jeden vstřelený gól nebo přihrávku na gól hráč získal jeden bod.
| Poř. | Hráč            | Tým                 | Z  | G  | A  | B  | TM | +/- |
| ---- | --------------- | ------------------- | -- | -- | -- | -- | -- | --- |
| 1.   | Mike Antonovich | New England Whalers | 14 | 10 | 7  | 17 | 4  | +1  |
| 2.   | Réal Cloutier   | Québec Nordiques    | 10 | 9  | 7  | 16 | 15 | 0   |
| 3.   | Dave Keon       | New England Whalers | 14 | 5  | 11 | 16 | 4  | +2  |
| 4.   | Anders Hedberg  | Winnipeg Jets       | 9  | 9  | 6  | 15 | 2  | +5  |
| 5.   | Mark Howe       | New England Whalers | 14 | 8  | 7  | 15 | 18 | 0   |
| 6.   | Marc Tardif     | Québec Nordiques    | 11 | 6  | 9  | 15 | 11 | −2  |

## Trofeje a ocenění
| Trofej                          | Hráč              | Tým                 |
| ------------------------------- | ----------------- | ------------------- |
| Gordie Howe Trophy              | Marc Tardif       | Québec Nordiques    |
| Bill Hunter Trophy              | Marc Tardif       | Québec Nordiques    |
| Lou Kaplan Trophy               | Kent Nilsson      | Winnipeg Jets       |
| Ben Hatskin Trophy              | Al Smith          | New England Whalers |
| Dennis A. Murphy Trophy         | Lars-Erik Sjöberg | Winnipeg Jets       |
| WHA Playoff MVP                 | Bob Guindon       | Winnipeg Jets       |
| Robert Schmertz Memorial Trophy | Bill Dineen       | Houston Aeros       |
| Paul Deneau Trophy              | Dave Keon         | New England Whalers |

### All-Star Tým

#### První All-Star Tým
| Hráč              | Pozice           | Tým              | Z  | G  | A  | B   |
| ----------------- | ---------------- | ---------------- | -- | -- | -- | --- |
| Ulf Nilsson       | Střední útočník  | Winnipeg Jets    | 73 | 37 | 89 | 126 |
| Anders Hedberg    | Křídelný útočník | Winnipeg Jets    | 77 | 63 | 59 | 122 |
| Marc Tardif       | Křídelný útočník | Québec Nordiques | 78 | 65 | 89 | 154 |
| Lars-Erik Sjöberg | Obránce          | Winnipeg Jets    | 78 | 11 | 39 | 50  |
| Al Hamilton       | Obránce          | Edmonton Oilers  | 59 | 11 | 43 | 54  |

| Hráč     | Pozice  | Tým                 | Z  | V  | ČK | POG  |
| -------- | ------- | ------------------- | -- | -- | -- | ---- |
| Al Smith | Brankář | New England Whalers | 55 | 30 | 2  | 3,22 |

#### Druhý All-Star Tým
| Hráč          | Pozice           | Tým                 | Z  | G  | A  | B   |
| ------------- | ---------------- | ------------------- | -- | -- | -- | --- |
| Robbie Ftorek | Střední útočník  | Cincinnati Stingers | 80 | 59 | 50 | 109 |
| Réal Cloutier | Křídelný útočník | Québec Nordiques    | 73 | 56 | 73 | 129 |
| Bobby Hull    | Křídelný útočník | Winnipeg Jets       | 77 | 46 | 71 | 117 |
| Rick Ley      | Obránce          | New England Whalers | 73 | 3  | 41 | 44  |
| Barry Long    | Obránce          | Winnipeg Jets       | 78 | 7  | 24 | 31  |

| Hráč         | Pozice  | Tým                               | Z  | V  | ČK | POG  |
| ------------ | ------- | --------------------------------- | -- | -- | -- | ---- |
| Ernie Wakely | Brankář | Cincinnati Stingers/Houston Aeros | 57 | 28 | 2  | 3,41 |

## Vítězové Avco World Trophy
|  | Brankáři: Gary Bromley • Joe Daley • Markus Mattsson Obránci: Mike Amodeo • Ken Baird • Kim Clackson • Bill Davis • Dave Dunn • Mike Ford • Ted Green • Barry Long • Lars-Erik Sjöberg (C) Útočníci: Bob Guindon • Anders Hedberg • Bobby Hull • Dave Kryskow • Dan Labraaten • Bill Lesuk • Willy Lindström • Lyle Moffat • Kent Nilsson • Ulf Nilsson • Lynn Powis • Kent Ruhnke • Peter Sullivan Trenér: Larry Hillman Generální manažer: Rudy Pilous |